# Росол, Петр
Петр Росол (чеш. Petr Rosol; род. 20 июня 1964, Зноймо) — чехословацкий и чешский хоккейный нападающий и тренер. Бронзовый призёр Олимпийских игр 1992 года. Чемпион мира 1985 года.

## Биография
Петр Росол начал свою хоккейную карьеру в 1981 году, дебютировав в чемпионате Чехословакии за «Литвинов». С 1983 по 1985 год он выступал за армейский клуб «Дукла Йиглава». В обоих сезонах в составе «Дуклы» становился чемпионом Чехословакии. После возвращения в «Литвинов», где он провёл следующие 6 сезонов, Росол в основном выступал в клубах швейцарской национальной лиги Б, играя очень результативно (набирая в среднем более 2 очков за матч). Завершил игровую карьеру в 2004 году. После окончания хоккейной карьеры стал тренером. Работал в швейцарских клубах, также был главным тренером чешских команд «Литвинов», «Усти-над-Лабем» и «Ческе-Будеёвице». В ноябре 2019 года был назначен помощником Петра Климы в клубе чешской первой лиги «Кадань».

## Достижения

### Командные
- Чемпион мира 1985
- Бронзовый призёр Олимпийских игр 1992
- Бронзовый призёр чемпионатов мира 1987, 1992 и 1993
- Чемпион Чехословакии 1984 и 1985
- Серебряный призёр чемпионата Чехословакии 1991
- Бронзовый призёр чемпионата Чехословакии 1982 и 1990
- Серебряный призёр молодёжного чемпионата мира 1982 и 1983
- Серебряный призёр чемпионата Европы среди юниоров 1981 и 1982
- Бронзовый призёр молодёжного чемпионата мира 1984

### Личные
- Лучший бомбардир швейцарской национальной лиги Б 1997 (92 очка)
- Лучший ассистент швейцарской национальной лиги Б 1998 (69 передач)

## Статистика
- Чемпионат Чехословакии (Чехии) — 497 игр, 502 очка (233+269)
- Сборная Чехословакии — 176 игр, 56 шайб
- Сборная Чехии — 12 игр, 4 шайбы
- Чемпионат Италии — 42 игры, 110 очков (48+62)
- Швейцарская национальная лига А — 24 игры, 20 очков (5+15)
- Швейцарская национальная лига Б — 240 игр, 488 очков (184+304)
- Всего за карьеру — 991 игра, 530 шайб